# Parc national de l'archipel d'Haparanda
Le parc national de l'archipel d'Haparanda (Haparanda skärgårds nationalpark) est un parc national situé dans la commune d'Haparanda dans le nord de la Suède. Il couvre une partie de l'archipel d'Haparanda, situé dans le golfe de Botnie de la mer Baltique.
Les îles n'existaient pas il y a 1 500 ans, mais le rebond post-glaciaire les a fait sortir de l'eau. Le mouvement se continue de nos jours, le sol s'élevant à une vitesse de 8,5 mm/an. Le sol est principalement constitué de sable et de moraines, résultant en un paysage plat seulement interrompu par des dunes. La végétation est variée, alternant principalement entre forêts et landes, mais c'est surtout l'avifaune qui fait la notoriété du parc, avec de nombreuses espèces utilisant les îles durant leurs migrations où pour nicher. La population de phoques est aussi notable.
La pêche et la chasse aux phoques ont amené les populations dans l'archipel dès sa sortie des eaux. Cette occupation est saisonnière, mais suffisante pour qu'au XVe siècle les premiers bâtiments soient construits sur Sandskär, l'île principale du parc. La pêche au hareng atteint son apogée entre le XVIIIe et le XIXe siècle, mais avec l'arrivée des bateaux à moteur, l'importance des villages de pêcheurs dans l'archipel diminue. L'île prend alors une vocation plus touristique, ses grandes plages de sable attirant les visiteurs. Le parc national est créé en 1995, accentuant quelque peu la visibilité nationale du site, et de nos jours, malgré sa situation nordique, il attire 5 000 visiteurs par an.

## Géographie
Le parc national de l'archipel d'Haparanda est situé dans la commune d'Haparanda, dans le comté de Norrbotten, dans l'extrême nord suédois, à la frontière de la Finlande. Il couvre 6 000 ha (selon d'autres sources 6 600 ha ou 7 431,3 ha).
Il est constitué d'une section de l'archipel extérieur d'Haparanda, avec deux grandes îles, Haparanda Sandskär et Seskar-Furö, et 9 petits îlots, pour un total de 770 ha, et une vaste section de la mer Baltique autour. Sandskär est l'île principale, avec 400 ha et a une forme particulière avec un long banc de sable de 3 km de long au nord. Les dunes dominent le reste de l'île et de l'archipel.
La zone était complètement sous la mer jusqu'à il y a 1 500 ans lorsque les îles commencent à sortir des eaux du fait du rebond post-glaciaire. Ce rebond continue encore à un rythme de 85 cm tous les 100 ans. Le sol est principalement de sable et moraines. Le climat est  subarctique (Dfc selon la classification de Köppen) et l'archipel est plus sec que le reste de la région. La mer a une salinité très faible (1 à 2 g/kg, alors qu'un océan a plus de 30 g/kg) et est totalement couverte de glace en hiver, typiquement de novembre ou décembre jusqu'au mois de mai.
| Mois                     | jan.  | fév.  | mars | avril | mai  | juin | jui. | août | sep. | oct. | nov. | déc. | année |
| ------------------------ | ----- | ----- | ---- | ----- | ---- | ---- | ---- | ---- | ---- | ---- | ---- | ---- | ----- |
| Température moyenne (°C) | −12,1 | −11,4 | −6,8 | −0,5  | 6,1  | 12,8 | 15,4 | 13,2 | 8    | 2,5  | −4,2 | −9,5 | 1,1   |
| Précipitations (mm)      | 43,6  | 32,3  | 35,2 | 28,8  | 31,6 | 41,1 | 49,2 | 64,9 | 65,9 | 64,2 | 59,1 | 42,1 | 558   |

## Milieux naturels

### Flore

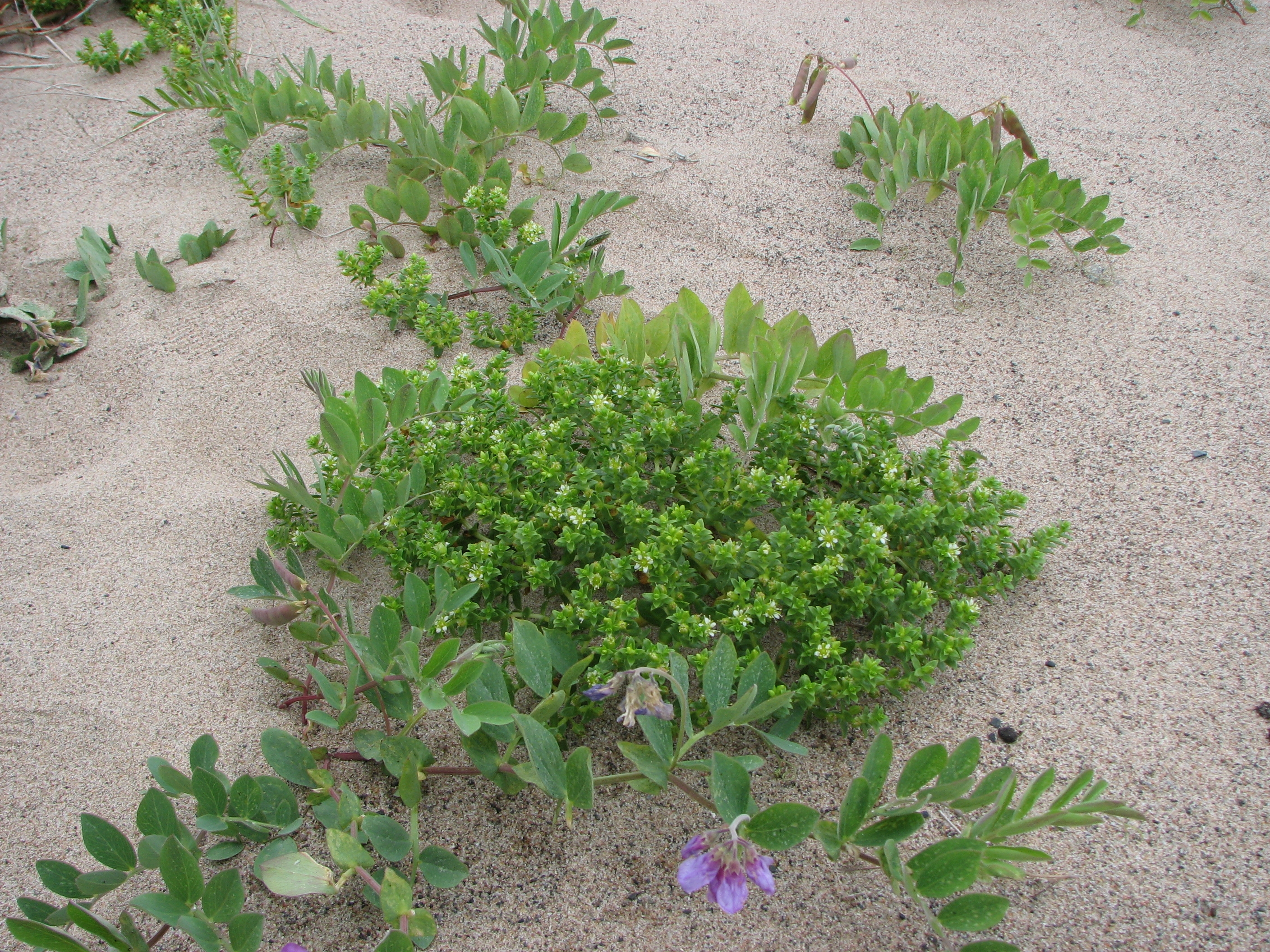
Plantes dans le sable sur Sandskär.

La végétation des îles est assez variée. Sandskär est dominée par une forêt relativement éparse de pin sylvestre (Pinus sylvestris), mais les sections plus humides peuvent avoir des feuillus avec des forêts anciennes de bouleau pubescent (Betula pubescens) et de tremble (Populus tremula). Outre les sections boisées, de grandes sections de l'île sont couvertes de landes, avec des buissons de genévrier commun (Juniperus communis). La flore au sol est souvent constituée de bruyère (Calluna vulgaris), de myrtille (Vaccinium myrtillus), d'airelle (Vaccinium vitis-idaea) et de raisin d'ours (Arctostaphylos uva-ursi), mais certaines espèces sont aussi plus intéressantes, telles que Artemisia campestris subsp. bottnica, la gesse maritime (Lathyrus japonicus), l'argousier (Hippophae rhamnoides), la roquette de mer (Cakile maritima), le silène penché (Silene nutans) et le rumex de Finlande (Rumex pseudonatronatus). L'île de Seskar-Furö est relativement similaire, mais la forêt est plus dense et plus haute. Enfin, les petites îles ont aussi une végétation variée et souvent des petites forêts, telles que Stora Harrsten, avec quelques bouleaux, sorbiers des oiseaux (Sorbus aucuparia) et buissons de genévriers, Mali avec une forêt humide de bouleaux mêlée avec du tremble et de l'aulne blanc (Alnus incana) etc..
Dans les eaux peu profondes près des côtes, on trouve différentes espèces telles que des callitriches, des élatinacées, la scirpe épingle (Eleocharis acicularis), des Myriophyllum, de la zannichellie des marais (Zannichellia palustris), la sagittaire à feuilles en flèche (Sagittaria sagittifolia) et différentes espèces de Potamogétonacées. On trouve aussi dans ces eaux une espèce très rare, Alisma wahlenbergii, endémique des côtes de la Baltique.

### Faune
Les îles sont un point d'arrêt très populaires pour les oiseaux migrateurs de par leur position dans l'archipel extérieur de la Botnie du Nord et de leurs biotopes. Environ 230 espèces d'oiseaux ont été observées dans le parc, dont une cinquantaine qui y nichent annuellement. Les espèces les plus courantes sont le Harle huppé (Mergus serrator), la Sterne arctique (Sterna paradisaea), le Torcol fourmilier (Jynx torquilla), le Phragmite des joncs (Acrocephalus schoenobaenus), le Pouillot fitis (Phylloscopus trochilus) et le Bruant des roseaux (Emberiza schoeniclus). Les îles Lilla et Stora Harrsten sont particulièrement populaires avec des grandes colonies de mouettes rieuses (Chroicocephalus ridibundus), mouettes pygmées (Hydrocoloeus minutus) et de goélands (Larus canus, Larus argentatus et Larus fuscus). Sur la petite île de Korkea, le petit Pingouin (Alca torda), l'Eider à duvet (Somateria mollissima) et le Tournepierre à collier (Arenaria interpres) nichent.
En dehors des oiseaux, on trouve des mammifères marins, le phoque annelé (Pusa hispida) et le phoque gris (Halichoerus grypus), mais aussi des mammifères terrestres sur les grandes îles, telles que l'élan (Alces alces), des rennes (Rangifer tarandus) en hiver, le renard roux (Vulpes vulpes), le lièvre variable (Lepus timidus) et l'écureuil roux (Sciurus vulgaris). Le nombre d'élan sur Sandskär est particulièrement élevé et en 2018, la population est considérée comme trop importante et nocive à la végétation. Enfin, dans les eaux saumâtres de la Baltique, on trouve des poissons d'eau douce, tels que la perche commune (Perca fluviatilis) et le corégone lavaret (Coregonus lavaretus), vivant aux côtés des espèces d'eau salée telles que le Hareng (Clupea harengus).

## Histoire

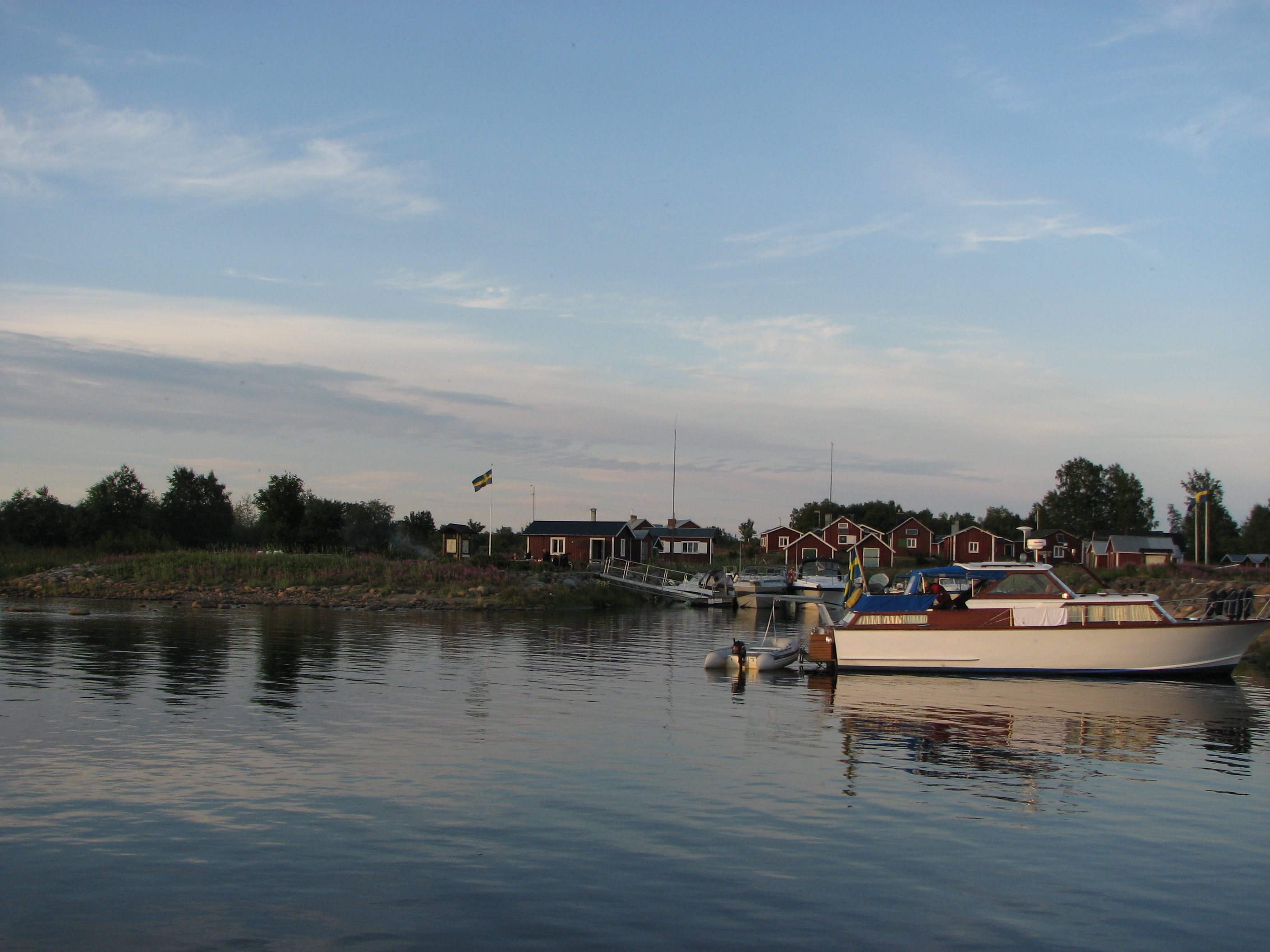
Le village de pêcheur de Kumpula sur Sandskär.

Les îles commencent à émerger il y a 1 500 ans, et alors qu'elles ne forment encore que des écueils, les habitants de la région commencent à les utiliser pour la chasse aux phoques en hiver. L'archipel d'Haparanda commence à être utilisé dans une mesure plus importante durant le Moyen Âge, pour la chasse aux phoques et la pêche, initialement principalement dans l'archipel intérieur, mais vers la fin de la période, aussi dans l'archipel extérieur. La chasse et la pêche sont saisonnières, mais la pêche en particulier est suffisamment importante pour justifier la construction de petites habitations sur les îles (village de pêcheurs). Les traces des premiers bâtiments sur l'île de Sandskär, dédiés à la pêche, datent du XVe siècle. Les documents d'époque indiquent que la pêche était surtout au hareng et autres petits poissons durant le XVIe siècle, mais aussi au saumon vers la fin du XVIIe siècle.

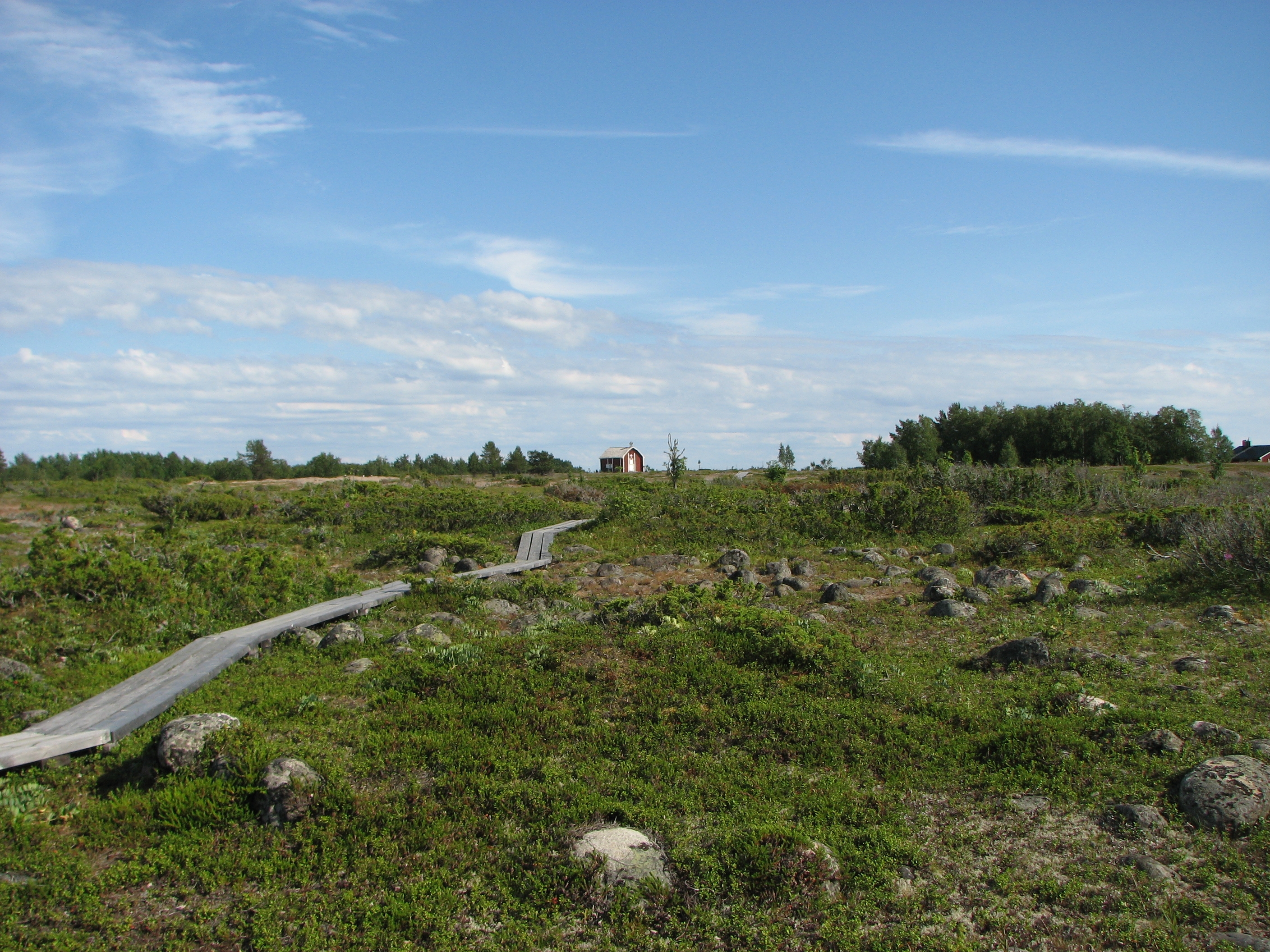
La chapelle de Sandskär en arrière-plan.

La pêche au saumon était surtout pratiquée à partir de l'îlot de Kajava, à l'est de Sandskär, permettant ainsi d'éviter les moustiques de l'île principale. Mais c'est surtout la pêche aux harengs en été qui attire les habitants vers l'archipel. Le village de pêcheur principal sur Sandskär est Kumpula. Des traces de champs de pommes de terre indiquent que la présence sur l'île allait probablement au-delà de la seule saison de pêche. Dans les années 1760, la chapelle de Sandskär est établie, la loi imposant à tout le monde d'aller à l'église, ce qui était autrement difficile pour les pêcheurs. Le bâtiment est en réalité un bâtiment de stockage déplacé depuis Tornio et reconverti en chapelle.  Près de la chapelle on trouve un petit cimetière, qui inclut en particulier la tombe d'un homme mort en 1886 lors du naufrage de la goélette Elvine au large de Sandskär. Du fait du rebond post-glaciaire, l'ancienne baie utilisée comme port s'est asséchée, et un nouveau port est construit à sa place dans les années 1930,. Cependant, les bâtiments sont toujours tournés vers l'ancien port, maintenant une forêt.
L'apogée de la pêche est atteinte au XVIIIe siècle et au XIXe siècle. Avec l'apparition des bateaux à moteur, l'importance des villages de pêcheurs diminuent et ils sont progressivement abandonnées et utilisés à la place par les touristes. La chasse aux phoques est aussi interdite dans les années 1960, leur population étant alors menacée par les toxines dans la mer. Le parc national est établi en 1995.

## Gestion et réglementations
Comme pour la plupart des parcs nationaux de Suède, la gestion et l'administration sont divisées entre l'agence suédoise de protection de l'environnement (Naturvårdsverket) et le conseil d'administration des comtés (Länsstyrelse). Naturvårdsverket est chargé de la proposition des nouveaux parcs nationaux, sur consultation des conseils d'administration des comtés et des communes, et la création est entérinée par un vote du Parlement. Le terrain est ensuite acheté par l'État, par l'intermédiaire de Naturvårdsverket. La gestion du parc est ensuite assurée principalement par le comté, c'est-à-dire le conseil d'administration du comté de Norrbotten pour l'archipel d'Haparanda.
Le parc national interdit la chasse, mais la pêche est autorisée, principalement au lavaret, corégone blanc et au saumon. Il est aussi interdit de s'approcher des petites îles (Stora et Lilla Harrsten, Björn, Björns Sten, Korkea et Islandet) entre le 1er mai et le 31 juillet pour protéger les oiseaux durant leur période de nichage. Enfin, il est impossible de poser sa tente sur Sandskär en dehors des zones prévues à cet effet.

## Tourisme
En grande partie du fait de sa situation, l'archipel d'Haparanda attire relativement peu de touristes. Le nombre de visiteurs du parc est estimé à environ 5 000 visiteurs par an. L'été est la saison la plus populaire. Il est alors possible de se rendre sur l'île de Sandskär en bateau avec une navette organisée depuis le port de Nikkala ou en utilisant son propre bateau, avec en particulier un ancrage facile à Kumpula ou sur les plages à l'est de Nordrevet. En hiver, il est possible de se rendre sur les îles par motoneige, mais leur utilisation est interdite sur les îles elles-mêmes. Il est possible de se loger sur l'île en louant l'un des chalets au confort modeste à Kumpula ou en posant sa tente sur les sites autorisés. Un sentier de 5 km traverse l'île de Sandskär du nord au sud.